# 世田谷区立武蔵丘小学校
世田谷区立武蔵丘小学校（せたがやくりつ むさしがおかしょうがっこう）は東京都世田谷区北烏山にある公立小学校。

## 概要
- 世田谷区北烏山1、2丁目・南烏山3丁目。また上北沢5丁目の一部が学区である。
- 所在地は東京都世田谷区北烏山1丁目47番11号。四方に住宅地が広がり、近隣に杉並区立富士見ヶ丘小学校がある。また、南側に甲州街道が、北側に中央自動車道が走る。
- 卒業生の約半分は烏山中学校に入学する。他には、中学受験で私立中学校などに入学する。

### 最寄駅
- 京王線
  - 芦花公園駅 - 徒歩約10分
- 京王井の頭線
  - 富士見ヶ丘駅 - 徒歩約8分

## 沿革
- 1973年（昭和48年）
  - 4月1日 - 烏山北小に併設する形で、世田谷区立武蔵丘小学校として開校。
  - 4月6日 - 開校・始業・第1回入学の各式挙行。この時点の学級数20・児童数694名。
  - 6月25日 - 校章・校歌制定。
  - 7月2日 - PTA結成。
  - 8月30日 - 新校舎へ移転完了。
  - 9月12日 - 落成と開校記念の両式典挙行し、この日（9月12日）を開校記念日と定めた。
- 1974年（昭和49年）
  - 3月25日 - 第1回卒業式挙行。最初の卒業生は97名。
  - 7月30日 - 校庭拡張工事し、正門前整備。
  - 9月27日 - 図工用焼窯完成。
  - 11月20日 - 校章正門に取付。
- 1976年（昭和51年）3月15日 - 花壇改修工事し、観察池設置。
- 1980年（昭和55年）10月1日 - 校庭舗装し、スプリンクラー設置。
- 1982年（昭和57年）
  - 3月30日 - 造形砂場完成。
  - 9月9日 - 中庭造園。
  - 9月20日 - 体育館改修し、足洗い場設置。
- 1989年（平成元年）8月31日 - 西側校舎改修。
- 1990年（平成2年）8月31日 - 東側校舎改修。
- 1995年（平成7年）2月24日 - プール改修。
- 1997年（平成9年）
  - 3月14日 - 中庭改修。
  - 5月15日 - BOP開設。
  - 8月31日 - 音楽室・集会室移転改修。
- 1998年（平成10年）8月31日 - 校庭改修。
- 2000年（平成12年）
  - 4月1日 - 新BOP開設、PTA室設置。ランチルーム移動。防球ネット設置。
  - 11月11日 - 校舎北側整備（駐輪場移動）。
- 2001年（平成13年）
  - 9月7日 - パソコンルーム設置。
  - 11月28日 - 学校110番非常通知装置取付。
- 2002年（平成14年）
  - 2月28日 - インターホン取付。
  - 3月16日 - 同窓会立ち上げ（第1回同窓会総会開催）。
- 2004年（平成16年）
  - 4月1日 - おやじの会発足。
  - 8月31日 - プール全面改修塗装。
- 2005年（平成17年）8月31日 - 体育館天井改修。
- 2006年（平成18年）9月29日 - 東側トイレ改修工事。
- 2008年（平成20年）
  - 8月31日 - 校舎外壁改修。
  - 12月20日 - 体育館内壁改修。
- 2009年（平成21年）4月1日 - 学校教育目標改訂。
- 2014年（平成26年）9月1日 - 校庭周囲芝生化。
- 2015年（平成27年）9月1日 - 給食室拡張。
- 2020年（令和2年）9月18日 - 体育館耐震改修。
- 2022年（令和4年）11月26日 - 創立50周年記念式典挙行。

## 教育目標
- 〇「元気」 心身ともに元気な子ども
- 〇「本気」 本気でうちこむ子ども
- 〇「根気」 根気強く取り組む子ども

## 通学区域
出典
- 上北沢5丁目（44～52番）
- 北烏山1丁目（全域）
- 北烏山2丁目（全域）
- 南烏山3丁目（全域）

## 進学先中学校
出典
- 世田谷区立烏山中学校

## 評価
- 1977年 (昭和52年) - 給食指導優良枝の受賞（区長・区教委）。
- 1977年 (昭和52年) - 給食指導優良枝の受賞（文部省）。
- 1977年 (昭和52年) - 児童会交通安全の感謝状受賞（警視庁）。
- 1982年 (昭和57年) - 優良PTAの表彰を受賞。
- 1984年 (昭和59年) - 歯の健康づくり優良枝の受賞。
- 1986年 (昭和61年) - 良い歯の学校表彰を受賞。
- 1987年 (昭和62年) - 第22回東京都連合学芸会の表彰を受賞。
- 1988年 (昭和63年) - 世田谷区健康安全優良枝の表彰を受賞。
- 1988年 (昭和63年) - 東京都学校保健優良学校の表彰を受賞。

## 事故・訴訟
- 2014年4月、運動会の組み立て体操に向けた児童生徒2人1組での逆立ち練習中、6年生男子生徒が転倒して頭や背中を床に強く打ち、その後、脳や脊髄を覆う硬膜に穴が開き、内部の髄液が漏れる「脳脊髄液減少症」と診断された。
  - 2017年2月、元在校被害生徒が頭痛などの後遺症が残ったのは担任教諭が注意義務を怠ったためだとして世田谷区と教諭に計約2千万円の損害賠償を求めて東京地裁に提訴[4][5]

## 周辺
本校は杉並区との区境線に近く、「○」が付されている施設は杉並区に位置する。
- 世田谷区立烏山福祉作業所
- ○宝陽幼稚園
- ○杉並区立富士見丘中学校 - 宝陽幼稚園に隣接。
- 社会福祉法人東の会
  - ○杉並大宙みたけ保育園
  - ○グループホーム上高井戸大地の郷みたけ
- 世田谷区立烏山北保育園 - 進学前保育園のひとつ
- 社会福祉法人厚生館福祉会烏山翼保育園 - 進学前保育園のひとつ
- 中央自動車道
  - ○高井戸IC
- また、都営北烏山一丁目アパートなどのマンション・アパートや木の公園などの公園も世田谷区側・杉並区側共に点在する。

## アクセス
- 関東バス「芦花公園駅」停留所より、「烏01」・「荻58」の各系統で、
  - 1番のりば（久我山病院行・北野行）から、徒歩約805m・約12分。
  - 2番のりば（五日市街道営業所行・荻窪駅南口行）から、徒歩約720m・約11分。
- 小田急バス「芦花公園駅前」停留所より、「成02」系統で、
  - のりば1（芦花公園駅前経由千歳烏山駅北口(降車場)行き）から、徒歩約935m・約14分。
  - のりば2（成城学園前駅西口行）から、徒歩約845m・約13分。
- 京王電鉄京王線芦花公園駅（北口）から、徒歩約890m・約13分。